# Calanthe aurantiaca
Calanthe aurantiaca  es una especie de orquídea de hábito terrestre originaria  de Asia.

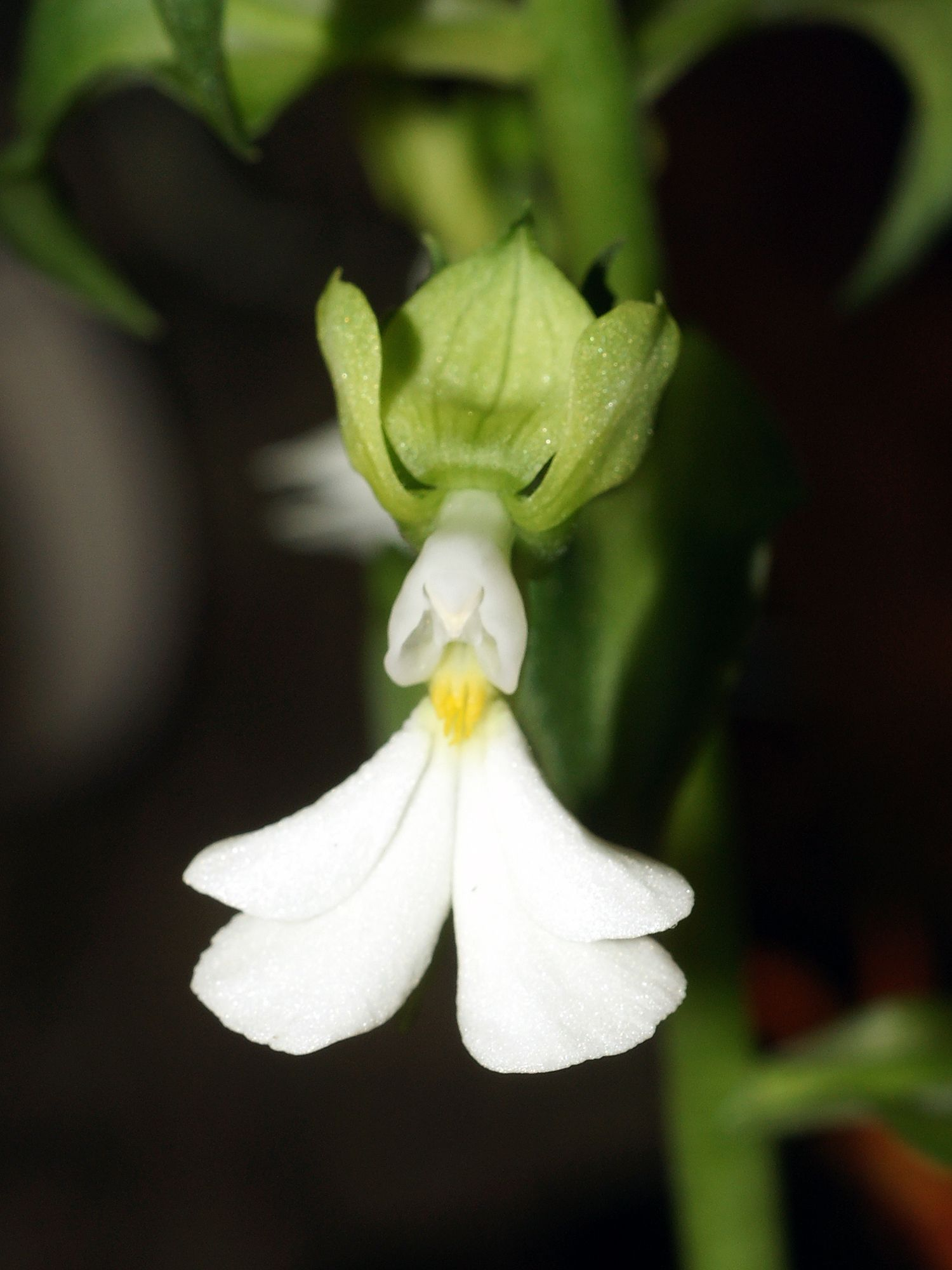
Detalle de la flor

## Descripción
Es una orquídea de tamaño pequeño a mediano, con creciente hábito terrestre y con hojas estrechamente lanceoladas, largamente acuminadas, estrechándose en la base peciolada. Florece en una inflorescencia erecta de 25 cm  de largo , con muchas flores con hojas caducas,  las brácteas florales se caen al principio.

## Distribución y hábitat
Se encuentra en Malasia y Sumatra en las elevaciones de alrededor de 610 metros.     

## Taxonomía
Calanthe aurantiaca fue descrita por Henry Nicholas Ridley y publicado en Journal of the Asiatic Society, Science 39: 80. 1903.
Etimología
Ver: Calanthe
aurantiaca epíteto latíno  que significa "dorada"
Sinonimia
- Caladenia carnea var. aurantiaca R.S.Rogers 1922;
- Petalochilus aurantiacus (R.S.Rogers) D.L.Jones & M.A.Clem. 2001[1][3][4]